# 조세핀 호이비에르
조세핀 차바리아 호이비에르(Josephine Chavarria Højbjerg, 2003년 1월 14일 ~ )는 덴마크의 배우이다. 코스타리카 혈통을 갖고 있다.

## 출연 작품
- 2012-2014: Pendlerkids
- 2015: Broen III
- 2015: Bubbers Juleshow
- 2016: Klassen Sara
- 2016: Exitium
- 2017: Tinkas juleeventyr